# Samtal i katedralen
Samtal i katedralen (Conversación en La Catedral) (1969) är den tredje romanen av den peruanske författaren och nobelpristagaren i litteratur Mario Vargas Llosa, och erkänd som ett av hans stora verk, tillsammans med Staden och hundarna, Det gröna huset och Kriget vid världens ände. Romanen, som skrevs mellan Paris, Lima, Washington, D.C. och London och slutligen Puerto Rico, var från början tänkt att publiceras i två volymer på grund av sin omfattning, vilket dock kom till utförande bara med den första utgåvan. Enligt Vargas Llosa själv, har ingen annan roman gett honom så mycket arbete, omarbetningar och omskrivningar, som denna bok. Han försäkrar att: ”Om jag skulle vara tvungen att rädda bara ett enda verk ur lågorna av det jag har skrivit, så skulle jag rädda den här.” Romanen består av 734 sidor.

## Handling

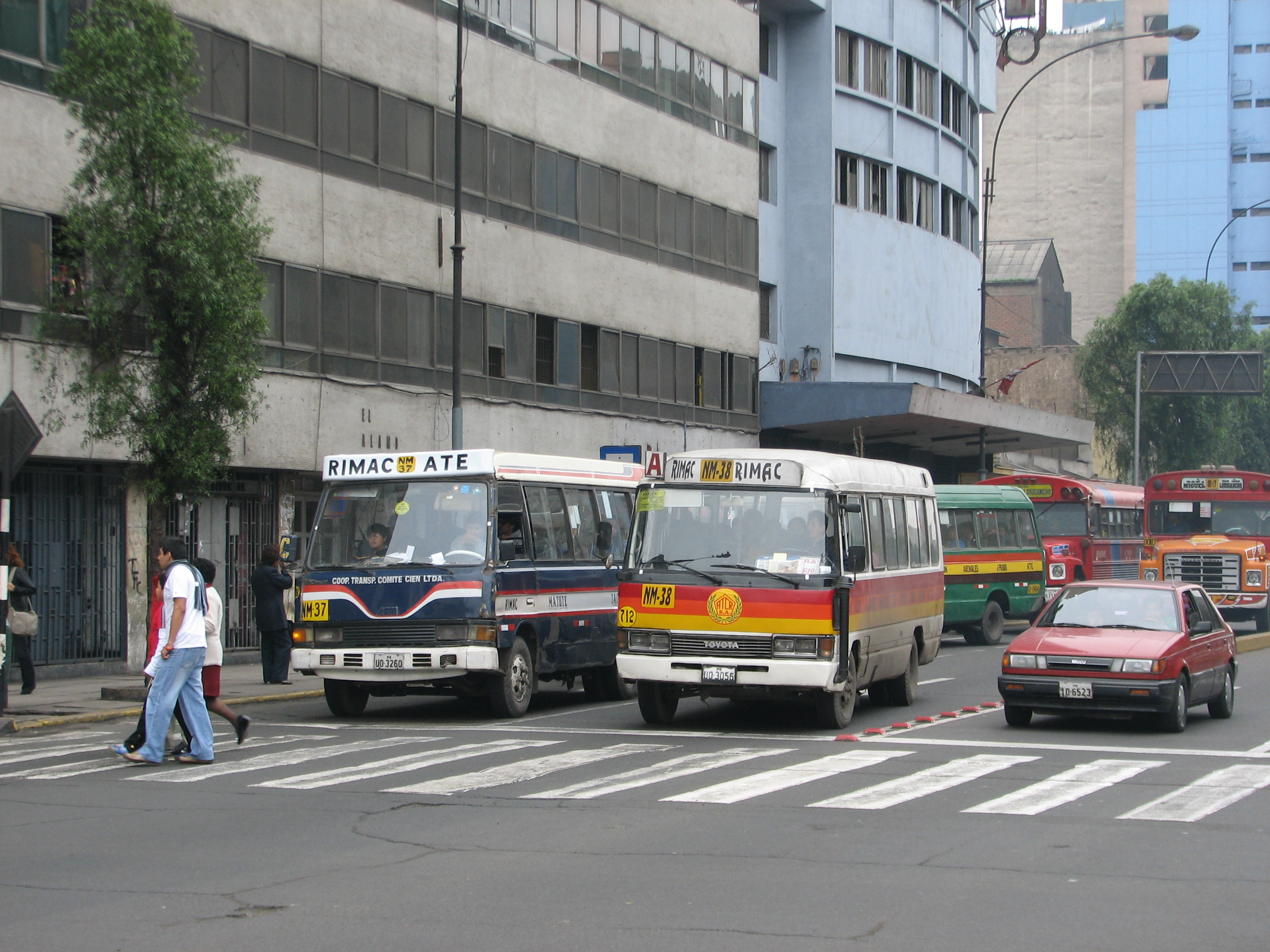
När huvudpersonen ser den färglösa Avenida Tacna i centrum av Lima, ställer han sig frågan: "I vilken stund hade Peru gått åt helvete?"

Romanen börjar med en konversation mellan Santiago Zavala och Ambrosio i en enkel bar (bar de pobres) kallad ”Katedralen” (La Catedral), som utgör en röd tråd för de fyra historierna som är stilistiskt oberoende, mot en bakgrund av politisk diktatur och korruption och konsekvenserna som det får i olika samhällsskikt.
Händelserna i romanen äger rum under general Manuel A. Odrías diktatur. Santiago Zavala, av god familj och en företagare som samarbetar med diktaturen, börjar att studera vid San Marcos mot sin fars vilja. I universitetet och som del i en grupp aktivister  Cahuide, i opposition till diktaturen, upplever han själv förföljelsen och repressalierna mot de oppositionella. På andra sidan Ambrosio, sambo från staden Chincha, som efter att ha upplevt ett plågsamt byte från den lugna byn Chincha till huvudstaden Lima, försöker att där försörja sig så gott det går och söker lyckan hos en gammal bekant från sin barndom, regeringsledamoten Cayo Bermúdez, högra handen till regerings- och polisministern. Bermúdez, som är en annan av huvudpersonerna i romanen, har en grym roll och förföljer de oppositionella och försvarar general Manuel A. Odrías intressen under hans diktatur.

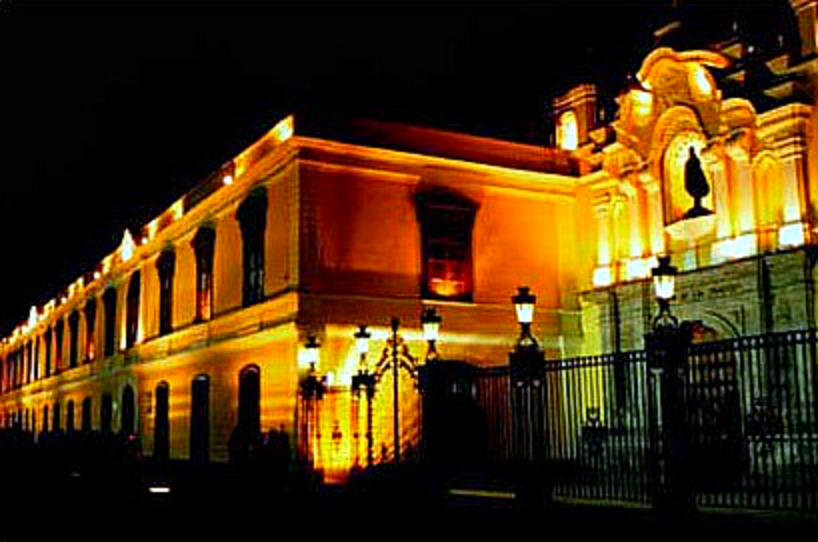
Santiago Zavala, huvudpersonen, börjar studera vid San Marcos mot sin familjs vilja. Bilden visar Casona de San Marcos, där Santiago studerar.

Romanen består av innästlade historier, en intelligent dialog och en inträngande blick på hela korruptionens maskineri som skapar diktaturen. Nonchalansen hos de styrande, maktlösheten hos medborgarna när de inte har någon demokratisk kultur och ser hur en sovande massa (folket) accepterar såsom varande normala de avskyvärda attityderna som den politiska klassen visar, allt detta är mästerligt porträtterat med en stil och en teknik som kanske blir den peruanske författarens bästa prestation.

## Analys
Samtal i katedralen är en vision av det peruanska samhället under general Manuel Odrías diktatur, 1950-talet, en epok då Peru var märkt av korruption, omoral, diskriminering, sociala  fördomar och fördomar med avseende ras, etc. I historien ser man besvikelsen som Santiago känner för Peru i mitten av 1900-talet samtidigt som huvudpersonen faller mer och mer in i pessimismen, och inledningsfrasen får sin relevans: "I vilken stund hade Peru gått åt helvete?".  Rent allmänt ger oss Vargas Llosa genom Santiago Zavala en pessimistisk bild av dåtidens Peru, i denna komplexa roman, samtalande och fragmenterad, vars läsning är komplicerad och analysen en utmaning för kritikern.